# Salim ibn Asad ibn Abi Rashid
Salim ibn Asad ibn Abi Rashid (in arabo سالم بن أسد بن أبي راشد‎?) (IX secolo – 939) è stato un governatore della Sicilia per il califfato fatimide per vent'anni, dal 917 al 937.

## Governatorato
Salim fu nominato alla carica nel 917, in seguito alla repressione di una ribellione delle truppe siciliane locali (il jund) sotto Ahmad ibn Qurhub, e all'assedio e alla capitolazione della capitale dell'isola, Palermo, nel 916-917. In seguito a questa rivolta, il jund fu disarmato e spodestato, e una guarnigione di berberi kutama, fedeli al regime fatimide fu insediata sull'isola. In seguito a questo inizio turbolento del dominio fatimide sulla Sicilia, la più forte presenza fatimide permise a Salim di garantire per vent'anni una relativa tranquillità dell'isola, anche se si narra che il terzo califfo fatimide, al-Mansur bi-Nasr Allah, avesse sottolineato in modo sprezzante che non fosse altro che un "asino retto su due piedi".
Come governatore di Sicilia, fu anche responsabile della perenne guerra, per lo più navale, con l'Impero bizantino nell'Italia meridionale e con le ultime roccaforti bizantine nella Sicilia nord-orientale (la Val Demone). Durante la rivolta siciliana, l'emiro ribelle Ibn Qurhub aveva concordato una tregua con gli strateghi bizantini locali in Calabria in cambio di un pagamento annuale di 22.000 monete d'oro, ma verosimilmente questo pagamento era già estinto. Così, nell'agosto del 918 guidò un attacco notturno a Rhegion (l'attuale Reggio Calabria) che fu catturata e saccheggiata. L'anno successivo, tuttavia, fu firmata una tregua con Taormina e le altre roccaforti bizantine della Val Demone, forse per concentrare le forze musulmane sulla terraferma italiana, dove le forze fatimidi, con i rinforzi provenienti dall'Ifriqiya, lanciarono ulteriori incursioni nel 922/923 e nel 924.
Nel 928, lo stesso Salim guidò lanciò la campagna, insieme a Sabir al-Fata, comandante delle truppe dell'Ifriqiya. Attaccarono una località chiamata al-Ghiran ("le grotte") in Puglia mentre Taranto e Otranto furono saccheggiate. Salerno e Napoli furono costrette a pagare pesanti tributi in denaro e in broccati preziosi per evitare di essere attaccate. Un'epidemia di peste costrinse la spedizione a tornare in Sicilia, la quale ritornò poco tempo dopo in Calabria, e impose la tassa (jizya) agli abitanti locali; secondo lo storico del XIV secolo al-Nuwayri, questa tassa fu pagata fino alla morte del califfo al-Mahdi Billah nel 934.
Il crescente risentimento dei siciliani per il pesante regime fiscale fatimide, dominato dai kutama, scoppiò nell'aprile del 937, quando la popolazione di Agrigento si ribellò contro Salim ed espulse il proprio governatore. Salim inviò un esercito di berberi kutama contro la città sotto Abu Duqaq, ma fu sconfitto e gli abitanti di Agrigento, essi stessi per lo più berberi (non kutama), marciarono su Palermo. Salim riuscì a respingerli, ma a settembre anche Palermo si ribellò, costringendolo ad assediare la propria capitale. I bizantini sostennero i ribelli e Salim fu costretto a chiedere all'Ifriqiya i rinforzi. Nuove truppe guidate da Khalil ibn Ishaq al-Tamimi arrivarono in ottobre e Khalil, che allora divenne il nuovo governatore, riuscì rapidamente a sottomettere Palermo; la rivolta tuttavia fu completamente repressa non prima del 941.
Salim morì nel 939 nel suo palazzo.